# Metro ripiegabile
Il metro ripiegabile è uno strumento per la misurazione di lunghezze costituito da un gruppo di righelli, incernierati agli estremi, normalmente tenuti ripiegati uno sull'altro per praticità di trasporto, che, una volta riallineati e distesi, realizzano un'unica asta metrica di discrete dimensioni.
Questo strumento nasce già  in antichità per disporre strumenti per misurare lunghezze di una certa dimensione, senza l'ingombro di dover trasportare lunghe aste metriche. Un esempio si può osservare nel Museo Egizio di Torino, dove è conservato un cubito ripiegabile appartenente al corredo funerario dell'architetto Ka. Ancora oggi, per la sua praticità, è molto usato in edilizia e in falegnameria.
Tradizionalmente i metri ripiegabili sono realizzati in legno, in cui la scala è realizzata incidendo il materiale e verniciando di nero le tacche e le indicazioni numeriche. Questo preserva la lettura della scala anche quando lo strumento risulta rovinato o usurato. Ancora oggi, gli strumenti in legno sono molto comuni, anche se recentemente si tende a sostituirli con versioni economiche realizzati in plastica rigida stampata. Versioni in metallo sono inusuali per via del peso considerato eccessivo, anche se non mancano rare versioni realizzate in alluminio.
I singoli righelli sono normalmente di 20 cm in modo che lo strumento, una volta ripiegato, possa essere messo in tasca (ma ne esistono con una dimensione base che va da 10 cm a 50 cm); mentre normalmente vengono incernierate catene composte da 5-10 pezzi. Le dimensioni complessive tipiche sono pertanto di 2m, con possibilità di trovare metri ripiegabili che da 1-5 m.
In passato il mantenimento dell'allineamento dei vari righelli era lasciato alla perizia dell'utilizzatore e alla frizione presente nelle cerniere, oggi, in corrispondenza delle cerniere vengono realizzate degli incastri trapezoidali che, da una parte riducono la chiusura accidentale del metro, dall'altra impongono ai righelli l'allineamento.
Normalmente questi strumenti dispongono di due scale realizzate sui lati opposti, una partente da un estremo, l'altra dall'altro. L'inizio scala coincide con le estremità dei due righelli che fanno da terminale della catena; questo per rendere possibile la lettura di profondità o lunghezza andando a battuta con la superficie di riferimento. Per questo, è usuale che queste estremità siano protette con delle placche metalliche.
La risoluzione tipica di queste scale è del millimetro.
Malgrado tutti gli accorgimenti strutturali, questi metri per limiti sulla rigidità, difetti di costruzione, la tendenza a deformarsi e rovinarsi durante l'uso, non sono destinati a misure di precisione. Normalmente ci si può aspettare misure incertezze di misura dell'ordine di qualche millimetro.

## Marcatura
Nel sistema europeo i metri ripiegabili sono normati dalla Direttiva CE 2004/22/CE che fissa le specifiche per la loro marcatura CE.
La suddetta direttiva specifica le classi di precisione che è riportata  assieme ad altri contrassegni all'inizio della scala di misurazione. Il marchio CE è seguito da un rettangolo con all'interno una M e due numeri. Questa è la cosiddetta marcatura metrologica. Le cifre rappresentano le ultime due cifre dell'anno “in cui è stata effettuata la marcatura”. In generale, l'anno di produzione del metro pieghevole.
La marcatura metrologica è seguita dal numero identificativo dell'organismo notificato che ha eseguito la valutazione di conformità del metro ed ha eseguito la sua marcatura.